# Femme & Imaginaire
Femme & Imaginaire est un recueil de onze nouvelles à tonalité de science-fiction et de fantastique, écrites par des auteurs français ou francophones  (ISBN 2-9513070-1-2).
Le recueil a été réalisé sous la direction de Sybille Marchetto et fait partie de la série Les Vagabonds du Rêve.
Comportant 152 pages, l'ouvrage est paru aux éditions Oxalis, en octobre 2000.

## Préface
- Préface de Yola Le Caïnec : L'Image de la femme dans la littérature fantastique (pages 6 à 13).

## Liste des nouvelles
Les résumés qui suivent indiquent les chutes et révélations finales des récits.

### Couleurs d'automne
- Auteur : Léa Silhol
- Place dans l'anthologie : pages 15 à 22.
- « Publications de la nouvelle » sur le site NooSFere
- Résumé :

### L'Été indien
- Auteur : Éric Trigance
- Place dans l'anthologie : pages 23 à 29.
- Résumé :

### L'Affaire des saveurs oniriques
- Auteur : Nicolas Cluzeau
- Place dans l'anthologie : pages 30 à 68.
- « Publications de la nouvelle » sur le site NooSFere
- Résumé :

### Le Masque de Méduse
- Auteur : Pierre-Luc Lafrance
- Place dans l'anthologie : pages 69 à 81.
- Résumé :

### Un rêve étrange
- Auteur : Michelle Cendré
- Place dans l'anthologie : pages 82 à 98.
- Résumé :

### Le Ventre de Narca
- Auteur : Jonas Lenn
- Place dans l'anthologie : pages 99 à 102.
- Résumé :

### La Fille au grain dans l'œil
- Auteur : Claude Tillier
- Place dans l'anthologie : pages 103 à 111.
- Résumé :

### De virginum sanguine
- Auteur : Duncan Fairmarch
- Place dans l'anthologie : pages 112 à 123.
- Résumé :

### Le Manuscrit
- Auteur : Philippe Heurtel
- Place dans l'anthologie : pages 124 à 136.
- « Publications de la nouvelle » sur le site NooSFere
- Résumé :

### Le Prix du pardon
- Auteur : Matthieu Walraet
- Place dans l'anthologie : pages 137 à 145.
- Lien externe : « Publications de la nouvelle » sur le site NooSFere
- Résumé : En 2032, le Vatican vend des Indulgences papales concernant les péchés capitaux. Il existe donc une Bourse des indulgences concernant la luxure, l'envie, la gourmandise, la cupidité, etc., etc., avec des phénomènes de hausse et de baisse des cours, de krachs boursiers, de délits d'initiés. De même qu'il y a le CAC 40 ou le Nasdaq, il existe l'Indice des indulgences qui permet de mesurer les taux de l'offre et de la demande. Changement de registre. Un rendez-vous galant a lieu entre Michaël Filandre et la belle Isa. Ils sont dans un restaurant et commandent le menu. Michaël avoue à la jeune femme qu'il est une IA, une intelligence artificielle. Ne voulant pas déjeuner avec un robot ni le revoir ultérieurement, Isa quitte la table. On apprend alors que ces deux personnes n'étaient pas sur place dans le restaurant, mais par une réalité virtuelle, chacun d'eux étant chez soi. Dernier changement de registre. Le concile œcuménique Vienne II, convoqué à l'initiative du pape Pie XIV, a décidé par la bulle De Machinis que les intelligence artificielles étaient dotées d'âmes. Elles peuvent donc devenir chrétiennes, recevoir le baptême et la communion. Mais n'ayant pas de sexe, elles ne pourront ni se marier ni devenir prêtres. Il existe désormais des modules logiciels permettant de doter les IA de sentiments religieux, et notamment chrétiens. Les deux dernières phrases de la nouvelle sont les suivantes : Les évêques n'ont pas été insensibles aux conséquences économiques de leur décision. Les IA ne négligent pas le denier du culte, et surtout elles consomment une grande quantité d'indulgences. La réaction du porte-parole de l'association Esprit libre est lapidaire : « Nous avons voulu imiter l'intelligence humaine, nous en avons reproduit la bêtise ».

### Jour de pluie
- Auteur : François Rebufat
- Place dans l'anthologie : pages 146 à 149.
- Résumé :